# Стерьо Дачов
Стерьо Дачов (на македонска литературна норма: Стерјо Дачов) е гръцки партизанин и деец на НОФ.

## Биография
Роден е през 1917 година в костурското село Старичани. Включва се в комунистическото движение още преди Втората световна война. От 1943 до 1944 година е политически комисар на резервен батальон на ЕЛАС. Между 1945 и 1946 е член на Окръжния комитет на ГКП за Костурско. От 1947 до 1949 година е политически комисар на батальон на ДАГ и секретар на Окръжния комитет на КОЕМ за Егейска Македония. Между април 1952 и юни 1956 е член на Председателството на организация „Илинден“ на македонците-бежанци от Егейския дял на Македония в източноевропейските земи.